# Stadum
Stadum est une municipalité allemande située dans le land du Schleswig-Holstein et dans l'arrondissement de Frise-du-Nord. En 2015, sa population est de 991 habitants.

## Personnalités liées à la ville
- Rio Reiser (1950-1996), chanteur mort à Fresenhagen.